# 状元坊

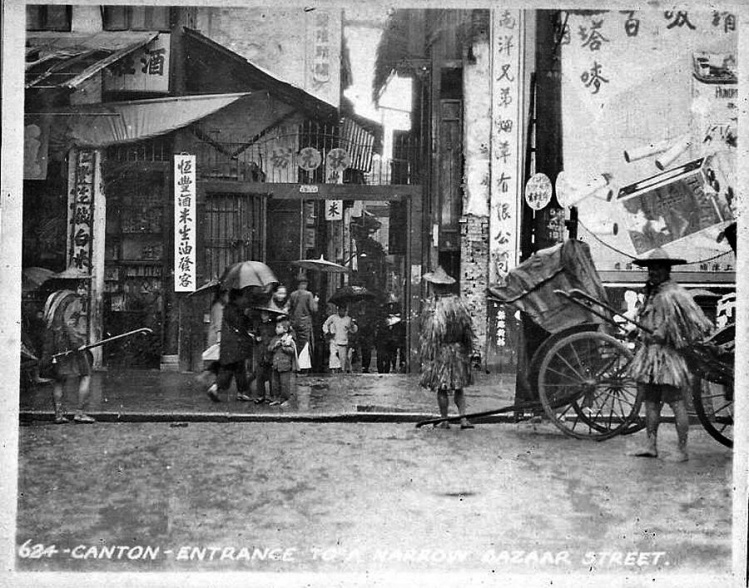
中華民國時期，狀元坊在天成路的出口。

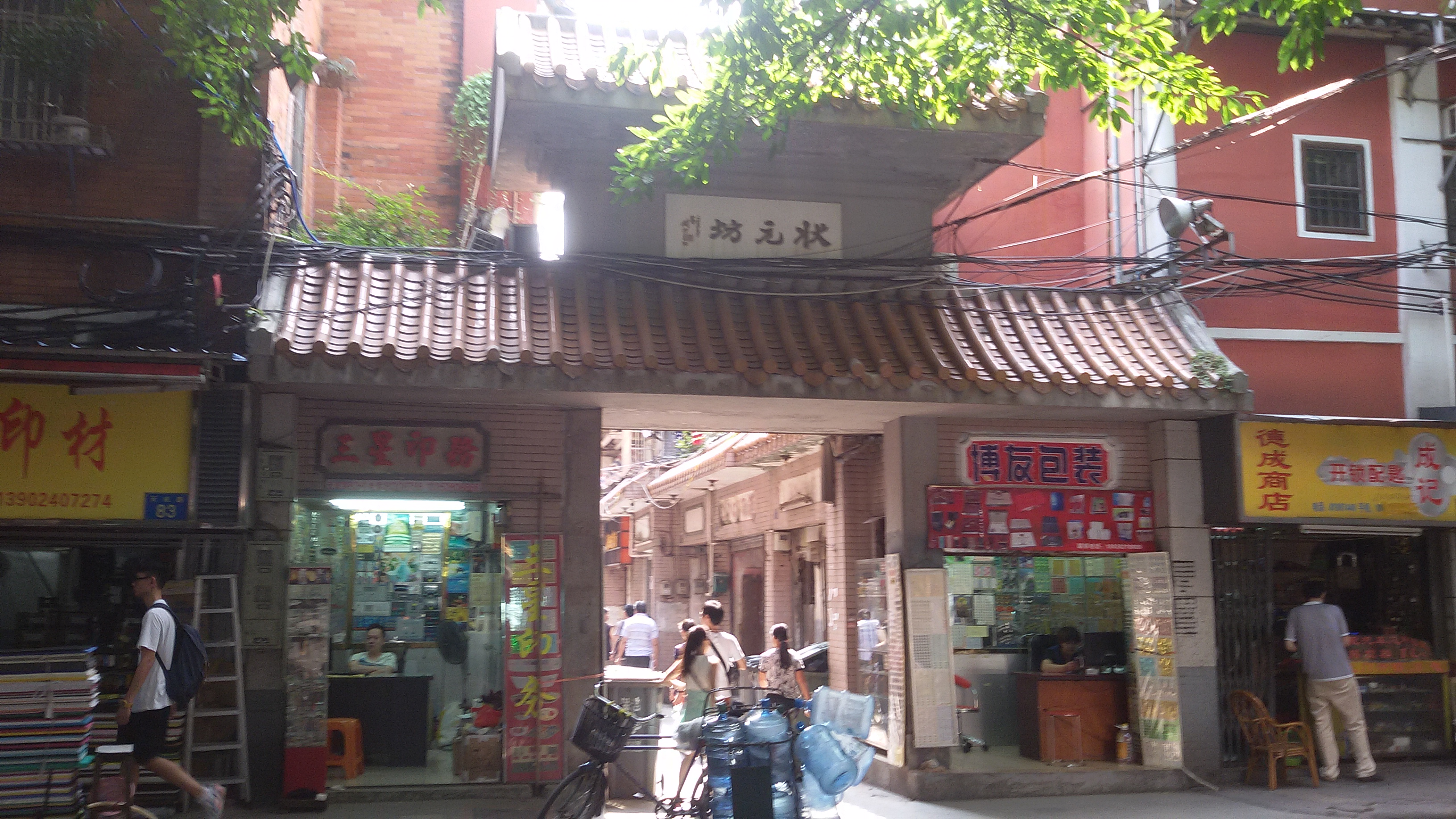
狀元坊現在的東牌坊

状元坊，建于元代或明代，原称泰通坊，20世纪后期更名为状元坊。相传南宋状元张镇孙曾居于此，有说状元坊是张镇孙所建，又有说街内原有为张镇孙建立的牌坊一座，还有说该地明代出过状元。
状元坊位于广州市越秀区人民南路侧，邻近上下九步行街，是一条古老的内街巷，全长260米，宽约5至7米，最窄处2米。已有700多年历史，因宋代状元张镇孙故居于此而得名。街內拥有大大小小的售卖各式潮流服饰、物品、食品的商铺多间，被誉为广州最知名的時尚集中地、年轻人的购物天堂，每日的人流量过万。
现人民南路西出口牌坊的牌匾是由关山月大师题词。
狀元坊裏面有最後一家粵綉戲服厰，仍在生產戲服。樓上有一個很小的影樓，粵劇愛好者可以自己付費請專業化妝師化妝，并且穿著各種戲服拍攝照片。
香港紀錄片導演魏時煜的《古巴花旦》（2018）一片中，就有來自古巴的粵劇花旦何秋蘭、小生黃美玉，在裏面拍攝照片的情景。

## 附近道路
- 人民南路
- 天成路
- 大新路